# Frankenthal, Bautzen
Frankenthal là một đô thị ở phía đông Sachsen, Đức. Đô thị Frankenthal, Bautzen có diện tích 9,43 km², dân số thời điểm ngày 31 tháng 12 năm 2006 là 1074 người. Đô thị Frankenthal, Bautzen thuộc huyện of Bautzen và tọa lạc về phía tây của Bautzen. 
Frankenthal nằm ở rìa bắc của Lausitzer Bergland, gần thành phố Bischofswerda.